# Stefanowice (województwo wielkopolskie)
Stefanowice (dawniej Stefanowskie Holendry) – wieś w Polsce położona w województwie wielkopolskim, w powiecie nowotomyskim, w gminie Zbąszyń.

## Historia
Miejscowość istniała już w II poł. XVIII wieku. 
Pod koniec XIX wieku leżała w powiecie międzyrzeckim i liczyła 17 domostw z 93 mieszkańcami. Urzędową nazwą było Stefanowo-Hauland, ale stosowano też nazwę Stefanowskie Holendry. We wsi mieszkało wtedy 69 protestantów i 24 katolików. Obręb liczył 176 ha, z czego 98 ha przypadało na grunty orne, 2 ha na łąki, a 67 ha było obszarem leśnym. W latach 1975–1998 miejscowość położona była w województwie zielonogórskim. W 2011 Stefanowice liczyły 199 mieszkańców.